# Anoplodelphys corneci
Anoplodelphys corneci is een eenoogkreeftjessoort uit de familie van de Notodelphyidae. De wetenschappelijke naam van de soort is voor het eerst geldig gepubliceerd in 1978 door Lafargue & Laubier.